# John Betjeman
John Betjeman, född 28 augusti 1906 i Highgate i London, död 19 maj 1984 i Trebetherick i Cornwall, var en brittisk poet, skribent och radioman. Han var känd som ”prinsessan Margarets älsklingsskald” och gjorde stor succé med sina samlade dikter Collected Poems (1958). I en svensk antologi Räkna ditt hjärtas slag, av Göran Bengtsson (1959), karakteriserades han som ”en satiriker med religiös bakgrund”.

## Biografi
John Betjemans föräldrar Mabel och Ernest Betjemann hade nederländsk härstamning och han bytte sitt efternamn till den mindre tyskklingande formen Betjeman under första världskriget.

### Utbildning
Betjemans tidiga skolgång skedde i de lokala Byron House och Highgate School med bland andra poeten T.S. Eliot som lärare. Efter detta fortsatte han vid Dragon School preparatory school i norra Oxford och Marlborough College. Under sitt näst sista år där anslöt han sig till det hemliga ”Society of Amici” där han var samtida med både Louis MacNiece och Graham Shepard. Hans kontakt i skolan med arbeten av Arthur Machen vann emellertid över honom till högkyrklig anglicism, vilket var av stor betydelse för hans författarskap och uppfattning av konsten.
Efter en del problem med intagningsregler antogs Betjeman som elev vid Magdalen College vid University of Oxford där han började på en nystartad utbildning i engelska språket och litteraturen. Hans inspiration till studier fick emellertid liten näring och det mesta av sin tid använde han till att utveckla sitt sociala liv. Mycket av denna period i hans liv har han refererat i Summoned by Bells, en självbiografi på blankvers, vilken publicerades 1960 och gjordes till TV-film 1976.
Betjeman lämnade Oxford utan examen, men hade blivit bekant med personer som skulle komma att påverka hans arbete, bland annat Louis MacNiece och W.H. Auden. Efter universitetet arbetade han som privatsekreterare, lärare och som filmkritiker i Evening Standard, Han var också anställd vid Architectural Review mellan 1930 och 1935, vilket i praktiken var hans verkliga universitet, där hans prosa mognade och hans intresse för arkitektur utvecklades.

### Efter andra världskriget
Betjeman avvisade 1939 aktiv tjänstgöring i andra världskriget, men hittade ett arbete inom filmdivisionen av Minstry of Information, och 1941 blev han pressattaché i Dublin, i det neutrala Irland.
Hans hustru Penelope Chetwode konverterade 1948 till katolicismen och de gick skilda vägar 1951 då John Betjeman träffat Lady Elizabeth Cavendish, med vilken han utvecklade en livslång vänskap.
År 1948 hade Betjeman publicerat mer än ett dussin böcker, av vilka fem var diktsamlingar, med framgångsrik utgivning. Han fortsatte sedan att skriva guideböcker och arbeten om arkitektur under 1960- och 1970-talen och började då också att arbeta med radioutsändningar och senare även TV-utsändningar.

### Betjeman och arkitekturen
Betjeman hade försmak för viktoriansk arkitektur och var en av grundarna av Victorian Society. Bland mycket annat skrev han 1972 London's Historic Railway Stations, där han framhåller skönheten hos Londons tolv järnvägsstationer.
Under sina sista år led Betjeman av ökande problem med Parkinsons sjukdom och han avled i sitt hem vid 77 års ålder. Han är begravd på kyrkogården vid St. Enodoc's Church.

## Utmärkelser
- 1960 Queen's Medal for Poetry
- 1960 CBE (Commander of the Order of the British Empire)
- 1968 Companion of Literature, the Royal Society of Literature
- 1969 Knight Bachelor
- 1972 Poet Laureate
- 1973 Honorary Member, the American Academy of Arts and Letters.

## Poetiska samlingsverk
- Mount Zion (1932)
- Continual Dew (1937)
- Old Lights For New Chancels (1940)
- New Bats In Old Belfries (1945)
- A Few Late Chrysanthemums (1954)
- Poems In The Porch (1954)
- Summoned By Bells (1960)
- High and Low (1966)
- A Nip In The Air (1974)